# セネガンビアの環状列石

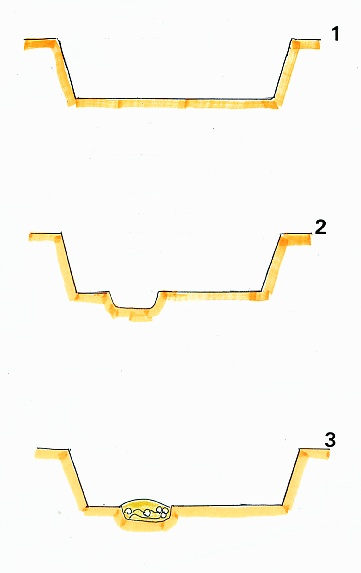
図1;Sine　Ngayéne環状列石25号の造墓活動の様子。一次墓坑の掘削、小墓坑の掘削と埋葬

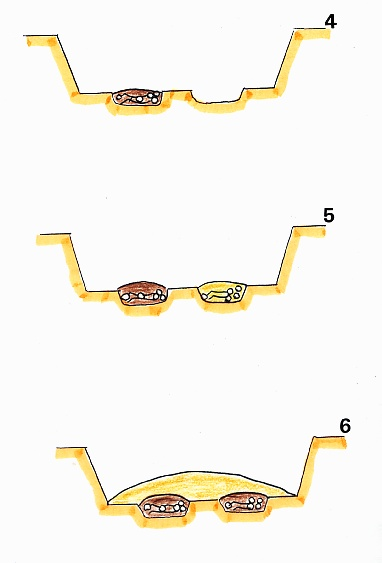
図2;Sine Ngayéne環状列石25号の造墓活動の様子。一次墓坑の内部に墳丘を形成

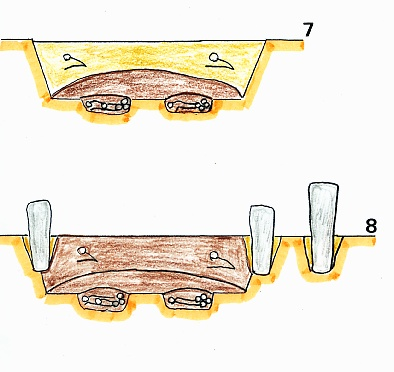
図3;Sine Ngayéne環状列石25号の造墓活動の様子。一次墓坑の埋め立て、埋葬と石柱の造立。石柱は、環状にめぐらせて、墓標になる石柱を独立的に建てる。墓標の周囲の地下には図示していないが土器が埋められた。

セネガンビアの環状列石（セネガンビアのかんじょうれっせき）は、セネガル、ガンビア両国に跨るセネガンビア地域で見られる環状列石群である。39,000km2に分布しており、遺跡の総数は、1,965箇所で、16,790基の石碑及び石柱が発見されている。また、1,045箇所の環状列石、3,448箇所の石をめぐらせた墓と石を使わない墓があり、9,093個の石が、石を使用した墓や環状列石を伴う墓に用いられている。また単独の石碑ないし石柱は、3,204箇所確認されている。そのうち一部がユネスコの世界遺産に登録されている。登録対象地域は、ガンビアのガンビア川中流地方のKerbatch（登録ID1226-01）と Wassu (ID1226-002)、セネガルのカオラック州のSine Ngayène (ID1226-003)、Warnar (ID1226-004) の4箇所である。
立ち並ぶ巨石は8世紀頃に、より早い時期の墓の上に墓標として立てられたものであり、12世紀頃まで続けられた。10個から24個の石でそれぞれの環が形成され、高さは1メートルから2.5メートル、重いものでは10トンにもなる。これらの石は、一般的にはラテライトである。
1,000以上の環状列石群があるが、最大のものは1,000以上の石で52の環が作られているジャルンベレ (Djalloumbéré) のもので、ワッス (Wassu) 周辺にある。ワッスには、環状列石に関する博物館がある。
環状列石には、伝統的に上に小さな岩が置かれているが、その意味は未詳である。環状列石が立てられた理由自体も解明されていないが、2006年にナショナル・ジオグラフィックが報告した発掘調査によれば、葬儀に関するものであった可能性が示唆されている。

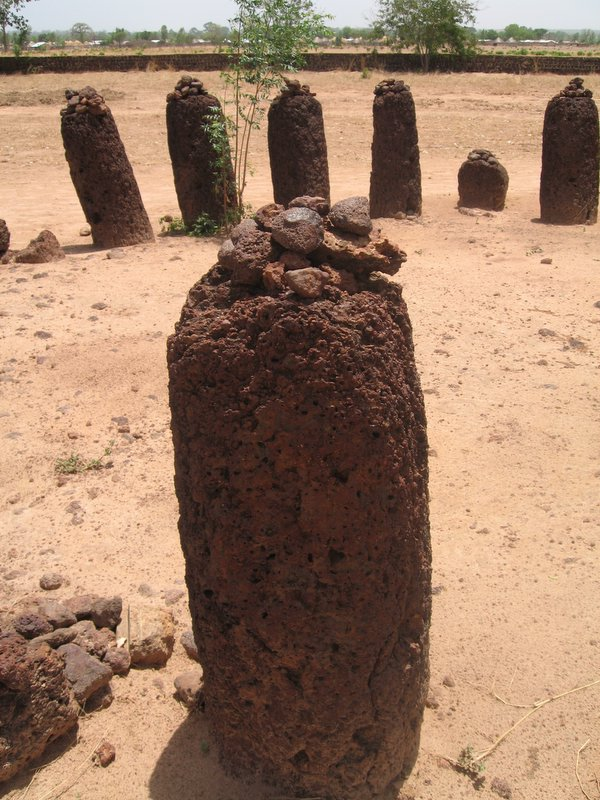
石柱に載せられた小岩

## Sine Ngayène遺跡とその造墓活動
世界遺産になっているSine Ngayène遺跡は巨石の墓と環状列石の複合した遺跡で、52箇所の環状列石と115の墳墓からなっている。これまで調査された遺構は、1号環状列石を除けば大部分が遺跡の周縁部に位置している。環状列石について考えてみると、その配置は、遺跡の中心点から対称的に配置されているように思われる。つまり、環状列石1号ないし20号は、52号と対称的な位置にある。また、2号環状列石と48号環状列石も対称的な位置にある。1号ないし20号から仮に52号へ向かって線を引いたとすると2号から48号へ向かって引いた線と遺跡のほぼ中心部で交差し、それは、遺跡の中心部に配置された二重の環状列石のすぐ南側にあたる。同様に報告された環状列石で墓坑の上に冠のようにならんでいるものについて考えると、南側だけ石柱が建てられずに空いており、その方向には、遺跡の中心を占める環状列石が配置されている。このような特徴から、構築物としての環状列石の特殊性のみならず、その構造が、葬送儀礼の構造を考えるうえでもきわだった特殊性があることがわかる。この論拠としては、二重の環状列石やほかの単独の環状列石がいずれも北側が完全な形で残っていることが挙げられる。2002年と2003年に4基の記念碑、2基の環状列石、2基の墓が発掘調査され、巨石を建てるという行為の多様性の本質的な内容について解き明かそうという目標のもとで調査成果の比較研究が行なわれている。

### 環状列石25号,28号,32号でおこなわれた造墓活動
セネガンビアの環状列石における造墓活動について、Sine Ngayène遺跡の25号,28号,32号の3基の環状列石を例に述べる。図示したように25号環状列石では、最初におおきな墓坑を掘る(以下、「一次墓坑」と呼ぶ)。これは28号,32号でも同様である(図1-1)。
次に25号では、一次墓坑の床面の北側部分に小規模な墓坑(1号小墓坑)を掘りくぼめる(図1-2)。最初に埋葬されたのは、被葬者9号であり、槍先の尖頭器と銅製のブレスレッドを副葬品として伴っていた。その後、被葬者5～8,10～14,16～23が埋葬される。被葬者7,8,16,17号が槍先の尖頭器を副葬品として伴っている。膝を曲げた屈葬か伸展葬で埋葬されている。さらに1号小墓坑の南側にやはり小墓坑(2号小墓坑)を掘り(図2-4)、最初に被葬者13号が埋葬された。被葬者13号は槍先の尖頭器のほかに鉄製のブレスレッドと指環を副葬品として伴っていた。そして、被葬者15,24～28号が埋葬される。被葬者9号と15号の間にある副葬品の槍先につける多数の尖頭器と銅製ブレスレッドは、おそらく15号に伴うものと推察される。やはり膝を曲げた屈葬か伸展葬で埋葬されている。その後、一次墓坑の内部にマウンドをつくる(図2-6)。次に一次墓坑をそっくり埋めるようして被葬者1号から4号を座位屈葬
で埋葬する(図3-7)。被葬者1号に銅製ブレスレッド、被葬者2号には、鉄製ブレスレッドと槍先につける尖頭器が副葬品として伴っていた。最後に一次墓坑の周囲を囲むように石柱を円形に並べ、その外側に墓標を表すかのように石柱を建てる(図3-8)。墓標の石柱の下には土器が埋められる。図示していないが、その後の外部からの堆積作用で墓坑の位置が忘れ去られ、石柱のみが立っているように見える。被葬者の遺体は28体確認されている。
28号は、一次墓坑の底部に一挙に埋葬を行い、ある程度の埋め立てを行う。次に再度埋葬を行なって今度は完全に埋め立てる。そして墳丘状に盛り上げる。その次に一次墓坑の周囲を円形に列石をその低い墳丘の周囲にめぐらせる。その後に墳丘部分を礫で覆う。28号の被葬者数は、56体である。
32号は、一次墓坑の底部に、小墓坑を掘りくぼめないで2回にわたって埋葬を行なう。その後25号のように一次墓坑の内部に墳丘を造り、次に3度目の埋葬を行なう。3回目の埋葬の後に一次墓坑はすべて埋め立てる。その後一次墓坑の周囲を円形に列石をめぐらせて、その外側に墓標を表すかのように石柱を建てる。おそらく墓標となる石柱の下に土器が埋められる。32号の被葬者数は、10体である。

### 環状列石27号でおこなわれた造墓活動とその編年
環状列石27号は、セネガンビアの巨石記念物分布域の中でも珍しい二重の環状列石である。Sine Ngayéneの墳墓群のなかでも中心的で重要な位置を占める。
環状列石27号は、直径10mに達する二重の環状列石である。内側の環状列石の輪は、中心点からややずれた位置に直径4mの輪をつくる環状列石がある。内側の列石は、15基の石柱で構成されやや小さな規模である。全体的に見て石柱は、50cmから1mくらいの間隔をおいて建てられている。
環状列石27号の発掘調査は、6区に分けて行われた。北側の部分は、1m×3mのサブトレンチを三ヶ所設定して調査を行い、南側の部分は、80～90cmにわたって表土をはがした。内側の環状列石の内部の中央部分に2m×2mのトレンチを入れて調査を行った。調査にあたっては、環状列石の中心軸をもとに四つに分割した。1m80から2mに及んで層序に留意しながら発掘調査をすすめた。紀元6～7世紀から14～15世紀にかけて順次築かれた環状列石は、三期にわけて考えることができるとおもわれる。
環状列石27号で最初に造墓活動が行われた時期を第1期とすると、その様相は、南東区部分のサブトレンチの深さ1.8m～1.2mの位置で遺骨が3ヶ所に集められて埋葬されている状況が発見されたことによって明らかにされた。遺骨はだいたいのところ円形になるように集められて埋葬されているが南北方向にやや長い形になっている。20個くらいの頭蓋骨に対し、100本くらいの大腿骨のような長い骨の組み合わせになった錯綜した状態で埋葬されている。これらの遺骨の埋葬には、四つの鉄製の槍先や銅の合金でできた指輪が副葬品として発見された。このような状況から、これらの遺骨は明らかに二次埋葬によるものであるといえる。これらの骨は別の場所で仮に埋葬され、遺体の骨を部分的に採取するなり、選ぶなりしてまとめて埋葬された。
環状列石27号の一番下層で発見された構造上の全ての発見は、外側の環状列石と内側の環状列石が造られる際に中心がやや移動したことを示している。
これらの埋葬行為を復元するなら次のようになるとおもわれる。まず最初に墓地の主要になる部分として径2m、深さ2mに墓坑を掘る。すべて大人のものと思われる骨が相当数の遺体が一時的に埋葬されている場所から選ばれて頭蓋骨を北、南、東へ集中させて埋葬する。骨が山積みのように埋葬された場所は小高く沖積土で覆い、ラテライトの岩の塊がいくらか積まれたような状態にされた。それから墓坑はすっかり埋め立てられて平坦にならされた。次に墓坑のあった場所に第1期の「墓碑」として外側の環状列石と墓標となる二つの石柱が立てられた。
環状列石27号は名も知られぬ人々の集合墓であり、それぞれの骨や頭蓋骨が埋葬されていることを記念するものであって、地表にある直径10mの環状列石のみで構成されているのではない。時期的には700年から900年の間に築かれた。正面にあるふたつの石柱は、東側の「回廊」「出入り口」の範囲を仕切るように建てられている。
第2期は、深さ0.6m～1.2mの位置に埋葬が行われた。主として二種類の埋葬行為が行われた。ひとつは、ちいさな墓坑に多数の長い骨を埋葬する方法である。もうひとつは、歯のついた下顎骨を小さな墓坑に埋葬する方法である。こういった遺跡は、いったん掘ってひっくり返し、30cm～50cmほど盛り上げられた場所が目印のようになっている。このような埋葬の方法は、限られた空間に選択的に多量の骨を埋めるような判断の基準があって行われた行為であることが推定される。大腿骨や腓骨、脛骨など長い骨と下顎骨のみが埋葬されているということは、他の骨格の部分が排除されているということである。遺体を分割するようなこのような変化は紀元900年から1000年ころに起こった。
前の時代と同様に遺体は腐敗しやすい状況で安置された。次に二次埋葬を行うためにあらかじめ遺体の特定の部分の骨を選ぶ儀式が行われた。続いて環状列石27号の埋め土に小さな墓坑が掘られる。環状列石に埋葬するために個々ないし複数の骨が選ばれて埋葬される。
このように掘られた墓坑も土器と一緒に埋め立てられてならされる。
同時期の遺跡や遺構などの事例を調べてみても埋葬の行われ方についての頻度がかならずしも充分に推定できるものでもないし、数ある遺体の中で個人を特定できるような関連性がかならずしもわかるわけではない。紀元1000年紀の終わりごろ、つまり、紀元1000年前後に環状列石27号の外面的な様子が変化することはなかった。環状列石27号は18の巨石が環状にめぐり、墓標となるふたつの巨石が2基つけ加わって構成される。
環状列石27号の第3期、つまり最後の様相は、堆積層の最上層部分にあたる地表から深さ0.2m～0.6mの層から状況を知ることができる。この層には、細かな骨片が混じっており、先行する時代に埋葬された骨を何回か掘り起こしたか、再度掘ったかして動かしてきた結果そのような状態になったのかもしれない。
環状列石27号の構造は、11世紀から14世紀にかけて列石に囲まれた空間部分が著しく変貌した。環状列石27号の内側の環状列石は13本の石柱が立てられ規模が縮小されている。
27号環状列石は、この時期以降に北側の側面に土器を伴ったラテライトの平石が置かれ、西側にはラテライトの小さな石塊が長さ1m10cm、幅45cmにわたって土器とともに散布しており厚さ50cmにわたっておおっている状態になっていく。
つまり、27号環状列石は、儀式や祭儀を行う場所になっていった。大地に対する信仰のために、ラテライトの平石は、もしかしたらいけにえないしささげ物のためのテーブルに使われたのかもしれないし、または、ささげ物をするための容器や一種のお神酒を奉納するような儀式に使われたとも考えられる。
環状列石27号は、二重の環状列石という特色から、墓地全体の中核のような存在と位置づけられて象徴的な役割を担わされて儀式や祭儀を行う空間としてその役割が変貌していったと考えられる。

### 環状列石52号の調査成果
環状列石52号は、遺跡の北東端に位置し、もっとも近い遺構から120m離れた場所に位置する。この環状列石は直径3m50cmを測り、12個の列石で構成されている。そしてさかさのようになった「墓標」が印象的である。「墓標」の石は1m90cmあって環状列石から東側へ1m50cm離れた位置に建てられていたが、現在では三つの石塊のようになって壊されており、おそらく破壊されて放棄されたものと考えられる。
発掘調査に当たっては、環状列石を9m×9mの81m2で、4区分に分けて調査区を設定し、内側と外側の両方にトレンチを入れた。こわされた墓標に近い北東区から6つの容器がまとまって出土した。環状列石の内側は2/3が発掘調査され、残りの1/3は土層観察（セクション図）作成のために残された。発掘調査にあたっては、人為的な痕跡が消失する1m80cmまで掘り下げられた。その結果、深さ1m50cmの層位まで掘り下げて2箇所の埋葬があらたに発見された。
埋葬1号は、深さ1m10cmから1m40cmの位置で発見された。南北1m80cm、東西1mの楕円形に遺体の骨が集められている。位置としては環状列石の中央部に位置する。この埋葬は2次的なものであり少なくとも三つの頭蓋骨がたくさんの長い骨といっしょに埋葬されている。もしかしたらこれらの骨は実際に三体分の埋葬であって三つの頭蓋骨はそのことを表している可能性がある。頭蓋骨のうちあるものは、真ん中に置かれて、取り囲むように鉄製の副葬品を伴っている。ふたつの鉄製の槍先、一つの短刀、ふたつの腕輪がある。ふたつのビーズがみられ、ひとつは青っぽいガラスでもうひとつは紅玉髄であって、副葬品にするために加工されたものである。
埋葬2号は、深さ80cmから90cmの位置で確認され、東西1m40cmで幅1mという細長い形に骨が集められている。この埋葬もやはり環状列石の中央部に位置していて全体としては長いたくさんの骨とひとつの頭蓋骨で構成される。副葬品として、帆立貝の殻、青い半透明のビーズ、鉄製の槍先と矢じりとが発見されている。鉄製の矢じりは、頭蓋骨に打ち込まれたような状態であり、もしかしたらこの被葬者は、いけにえとして備えられたということなのかもしれない。

### 「高貴なる戦士の墓」SN-03-T-01号墓
SN-03-T-01号墓は、Sine Ngayèneの墓域の中央部にあって二重の環状列石から数十メートル程の位置にある。黄色味がかった灰色の砂を含んだ粘土層が盛り上がった形状をしていて直径は10.5mである。発掘調査を墳丘を四分割して南東区と北西区を掘り下げ、中央部に4m×4mのサブトレンチを設定して行った。墓の覆土には沖積土を思わせる色調はみられず、中央部が一世帯分の墓になっていること、全体的に1m80cmよりは掘り下げていないことが判明した。南北の軸で半裁したところ、南へ3mほど寄った状態は重要な意味があるのかもしれない。南北方向に60cm、東西方向に40cmの範囲で焼かれて熱を受けていた。
同じように南北に半裁されていた面をみると、遺体に伴って土器片が濃密に集中していた。墳墓の中心にあって深さ2mの位置にある墓は、頭蓋骨が発掘区として設定した東西、南北の軸の交点にあたる場所から発見された。もっとも古い時期にあたる被葬者の遺体で、仰臥伸展葬の状態で埋葬されていた。上半身は東西方向を向いていて、両足は西南西-東北東の方向へ向いていた。骨盤、胸部のあばら骨、背骨の個々の骨は、保存状態が悪かった。頭蓋骨はいくぶんか高い位置におかれ顔は西を向いて左に傾けられていた。両足は平行にまっすぐ伸ばされ、両腕は両方のわき腹に対して軽く曲げられている。
副葬品の主なものは、繊細で優美な銅ないし銅の合金を用いた円錐を底面であわせ全体として横からはひし形に見えるペンダントのついた首輪、骨盤のそばの位置で、右肩から胸を交差してするさやに収められていたであろう短剣があった。それぞれ0.25m～0.45mあって、全体で8つある鉄製の槍先は、左の肩の高さにあわせて上半身に並行にならべられた。左の大腿骨のそばには、指揮官の地位にある高位の人物が用いる「指揮杖」の先端部分を入れたと思われる鉄製の筒が骨と同じ長さで置かれていた。
そのほか銅製のベルトと思われる輪のようなもの、両足の踝に着けられた鉄製の鈴である。このような豪華な副葬品は墓の被葬者が権威ある地位にある戦士階級に属する人物であることを示している。

### 「高貴なる女主人の墓」？SN-03-T-02号墓
SN-03-T-02号墓は、遺跡の中央部に位置し、二重の環状列石の西側100m以内の場所に位置する。黄色みがかかった灰色の砂質の粘土でやや盛り上がっているので目立つ遺構である。直径11m近い規模である。
底辺11m、高さ5mの三角形の調査区が設定され、発掘調査が行われ、さらに墓の中央部に2m×2mの調査区が設定されて調査が行われた。発掘調査は、墓の西半分を深さ180cmまで掘り下げて行われた。墓の中央部の発掘調査を行ったところ、深さ80～90cmの位置で、やや北側に偏った位置に非常に保存状態の悪い被葬者の骨格が確認された。骨盤や手首から手のひら、足首から足の骨、胸部の骨はあるが、腕や足の長い部分の骨は喪われていた。頭蓋骨は、粉末状の塊になっており、その痕跡の形からその位置に頭蓋骨があったことがわかるといった状況であった。この被葬者は、東西方向で左を向いた横向きの状態で、両腕をやや折りたたむように曲げて両足も曲げた状態で埋葬されていた。しかしながら、副葬品はおもいのほか豪華で目をみはらせるものであった。
1. 左腕にある八つの銅製または、銅の合金による腕輪
2. 右腕には細長くしたそろばんの玉の[18]ような銅製または銅の合金製のブレスレッドがあった。
3. 左の踝には銅製ないし銅の合金製の足環がつけられていた。
4. さらに酸化銅によって良好に保存されて、魚の背骨で造られた足環も残っていた。

この人物の墓の場合、鉄製の副葬品がないのが非常に特徴的である。
SN-03-T-02号墓は、前提となる埋葬の方式や変遷過程がSN-03-T-01号墓によく似ているが、墓坑の深さ自体は浅い。南北の軸に火による熱を受けた痕跡はないが、まだ発掘調査が行われていない部分については保存状態がよいと思われる。実際のところSN-03-T-01号墓とSN-03-T-02号墓は、墓の中心に対してほぼ対照的な位置にあり、一方が他方と相補的な関係か、反射し合うような関係にあるように思われる。副葬品の特徴や墓の配置から、SN-03-T-02号墓の被葬者が女性であると考えることも可能である。しかし、反論する材料が何もない一方で、被葬者が女性であるという確固たるデータの裏付けもない。また、副葬品という物質的に限られたものと墓の配置という限られた特徴からの推定であるので、実際に副葬品に両義性や多義性といったものがあるのかどうか検証されなければならない。ただ、SN-03-T-01号墓は、最高位の権威ある高貴な戦士であって、SN-03-T-02号墓は、高い身分の女主人であると考えるのは魅力的な説であるのは間違いない。

### 「儀礼的空間」SN-03
「儀礼的空間」SN-03は、Sine Ngayéne の墓域の中央、環状列石27号とSN-03-T-02号墓の間に位置し、一ヶ所だけ墓標のような石が連続している場所があるほかは、SN-03-T-01号墓やSN-03-T-02号墓とことなり、一見ラテライトの岩のかたまりがただ単に散乱しているように見える場所である。2003年に、Augustin F.C. Hollらによって発掘調査がおこなわれた。発掘調査区は、南北5m、東西3mの15平方メートルに設定された。発掘調査は、1.25mの距離で、南北の軸に沿って並んでいる小さめの立石の周囲をつなげるように行われた。南北の立石は壊されてふたつの石塊になっていることと、北側の立石はおそらく原位置を保っていることが発掘調査でわかってきた。また「儀礼的空間」は二つの立石を伴う基壇であり二期にわたって構築されていることが判明した。
第一期は地表から深さ50～70cmの位置であり主軸方位が南西方向を向いたラテライトの石塊で長径1.2m、短径1m楕円形に築かれた基壇で高さは60cmである。その南側につぶれた大甕が位置する。甕は原位置でつぶされ、破片が南西北東方向に1m、南北方向に1.5mの範囲で散乱している。胎土が赤茶けているので赤い帯のように見える。東側中央に直径20cmの石囲炉がラテライトの石塊を横倒しにしてつくられている。ラテライトの石塊で壁を敷き詰め、確認面にて幅80cm、底部で幅60cm、深さ20cmの砂の充填された穴が東側中央でも北寄りに造られる。このような遺構は他には見当たらない。
第二期は、地表から深さ20～30cmの位置であり、三つの小石で積み重ねられた基壇が検出された。一つ目は、2m20cmが地表に露出し、北側に立石がたてられている。もうひとつは、3m60cmあって南西方向に向いている楕円形で地表には1m60cmまで露出している。三つ目の基壇は、儀礼的空間の北端部に位置し、主軸方位を北東に向け、長さ70cmに対し幅30cmである。そして三つの土器が取り囲むように置かれた。
この空間で行われたのは葬送儀礼なのかそれともほかの性格の儀礼なのか、あるいは何のために解放された空間なのか、この空間で儀礼をおこなった人物がどのような地位にあったのかは今のところ全く不明であって、何らかの儀礼がおこなわれた空間であるとしかいうことができない。

## 登録基準
この世界遺産は世界遺産登録基準のうち、以下の条件を満たし、登録された（以下の基準は世界遺産センター公表の登録基準からの翻訳、引用である）。
- (1) 人類の創造的才能を表現する傑作。
- (3) 現存するまたは消滅した文化的伝統または文明の、唯一のまたは少なくとも稀な証拠。